# Siergiej Pawłow
Siergiej (Jerofiej) Wasiliewicz Pawłow, ros. Сергей (Ерофей) Васильевич Павлов (ur. 22 września?/4 października 1896 w Nowoczerkasku, zm. 17 czerwca 1944 na Białorusi) – rosyjski wojskowy (pułkownik), radziecki inżynier, działacz antysowiecki, ataman marszowy wojsk kozackich («Pochodny ataman») w składzie Kozackiego Stanu podczas II wojny światowej.

## Życiorys
W 1914 r. Jerofiej Pawłow ukończył Doński Korpus Kadetów, zaś w maju 1915 r. – Nikołajewską Szkołę Kawalerii. Brał udział w I wojnie światowej. Służył jako oficer w 47 pułku kawalerii Kozaków dońskich. W 1916 r. został odkomenderowany do wojskowej szkoły lotniczej w Winnicy, po czym dostał przydział do jednostki lotniczej na froncie południowo-zachodnim. Pod koniec 1917 r. powrócił nad Don, gdzie wstąpił ochotniczo do partyzanckiego oddziału kozackiego walczącego przeciw bolszewikom; został ranny. Od 1918 r. służył w Dońskiej Armii wojsk Białych. Dowodził w stopniu esauła pociągiem pancernym „Казак”, a następnie przeszedł do kozackich oddziałów lotniczych. Awansował do stopnia pułkownika.
Po zajęciu Noworosyjska przez bolszewików Jerofiej Pawłow ukrywał się pod fałszywym nazwiskiem (jako Siergiej Pawłow). W okresie sowieckim zrobił karierę zawodową. Ukończył zaoczne studia inżynierskie, zostając inżynierem-konstruktorem. Pracował w zakładach „Łokomotiw” w Nowoczerkasku, gdzie założył tajną organizację kozacką («Штаб освобождения Дона»), stosującą sabotaż przemysłowy. Po zajęciu miasta przez wojska niemieckie w 1941 r., ujawnił się. Podjął współpracę z Niemcami. Współuczestniczył w formowaniu kozackich oddziałów wojskowych w służbie armii niemieckiej. Pod koniec 1942 r. zorganizował kozacką sotnię piechoty, przekształconą w 1 pułk piechoty Kozaków dońskich. W lutym 1943 r. w walkach z Armią Czerwoną w rejonie miejscowości Matwiejew Kurgan został on prawie zniszczony. W poł. 1943 r. w rejonie Kirowohradu S.W. Pawłow sformował dwa kolejne pułki kozackie. 27 listopada tego roku został wybrany marszowym atamanem wojsk kozackich zorganizowanych w Kozacki Stan. Pod naporem Sowietów wycofywały się one w kierunku północno-zachodnim. Poprzez Ukrainę trafiły na Białoruś w okolice Nowogródka. Tam ataman S.W. Pawłow zorganizował pięć pułków kozackich. Jednocześnie wszedł on w skład Głównego Zarządu Wojsk Kozackich. 17 czerwca 1944 r. zginął w zasadzce niemieckiej, prawdopodobnie wzięty wraz ze swoimi żołnierzami za partyzantów. Pośmiertnie został mianowany generałem majorem.